# Jean Derycke
Pour les articles homonymes, voir Derycke.
Jean Derycke, né le 20 novembre 1976 à Charleroi (province de Hainaut) et mort le 17 décembre 2018 à Haillot (province de Namur), est un journaliste, biographe et scénariste de bande dessinée belge francophone. Connu pour être une forte personnalité du journalisme sportif belge.

## Biographie
Jean Derycke naît le 20 novembre 1976 à Charleroi,.

### Journaliste sportif
Il commence sa carrière comme correspondant sportif au quotidien carolingien Le Rappel de Charleroi à la fin des années 1990, puis il est engagé comme journaliste sportif, toujours à Charleroi en juillet 2000. Il rejoint ensuite  la rédaction sportive locale namuroise et enfin le sport national en 2002. Selon L'Avenir : Sa plume était incomparable, ainsi que sa connaissance des subtilités du football. Il suit le Royal Charleroi Sporting Club de près pendant plusieurs saisons « avec un sens inné de l’analyse tactique ainsi qu’avec une connaissance approfondie de la vie quotidienne au sein des vestiaires du club ».
Par ailleurs, il assure aussi la couverture des Diables Rouges avec lesquels il vit les grandes aventures de la Coupe du monde de football 2014 au Brésil et celle du championnat d'Europe de football 2016 en France.
En outre, en compagnie de Frédéric Larsimont, il se partage une récompense décernée par l’association des journalistes sportifs pour s'être occupé de Thomas Busiau jusqu’à son dernier souffle,,.

### Scénariste de bande dessinée
En mai 2016, il scénarise pour Philippe Bercovici une nouvelle série de bande dessinée intitulée Les Diablitos, suivant une tendance très marquée à revisiter les héros de bande dessinée au stade de l'enfance, renvoie les Diables rouges sur les bancs de l'école,, elle compte deux albums publiés aux Éditions Joker. Le premier volume connaît une traduction en néerlandais : Een snelle leerschool.
Il écrit également le scénario pour le dessinateur français Devig, des aventures rocambolesques et catastrophiquement sanglantes de Bertin Timbert, journaliste de province de L'Écho du Mont de Dour-Uduluc, confronté à des interviews qui dérapent de manières imprévues. Cette bande dessinée humoristique connaît une prépublication dans Fluide glacial en 10 courts récits de 4 planches et est collectée en album aux éditions Audie en 2018. Le chroniqueur Henri Filippini du site BDzoom en fait la BD de la semaine.

### Biographe
Il écrit aussi la biographie de l'entraîneur Felice Mazzù intitulée : Papa, je te promets qu'un jour... aux éditions Luc Pire en 2018.

### Décès
Il meurt inopinément à son domicile d'Haillot le 17 décembre 2018, à l'âge de 42 ans. La Fédération royale belge de football lui rend hommage : « Quelle tristesse que d'apprendre le décès de Jean Derycke. Un journaliste dont la plume n'avait d'égal que sa bonne humeur,. ». Felice Mazzù lui écrit une lettre, publiée dans La DH Les Sports+ dans laquelle il lui rend hommage et le remercie pour tout. Lors du dernier match au Mambourg du Sporting de Charleroi en 2018, un hommage lui est rendu en présence des membres de sa famille, ainsi que Mehdi Bayat qui lui rend hommage dans L'Avenir.

### Vie privée
Il laisse une épouse et quatre filles.

## Œuvres

### Publications

#### Albums de bande dessinée

##### Les Diablitos
- 1. Écolage immédiat ![22], Éditions Joker, mai 2016
Scénario : Jean Derycke - Dessin et couleurs : Philippe Bercovici -  (ISBN 978-2-87265-684-4)
- 2. Apprentissage sur le tas, Éditions Joker, 4 novembre 2017
Scénario : Jean Derycke - Dessin : Philippe Bercovici - Couleurs : Sylvie Sabater -  (ISBN 978-2-87265-714-8)

##### Bertin Timbert grand reporter
- Panique sur la PQR[13],[23],[24],[25], Audie, coll. « Fluide glacial », Paris, 4 juillet 2018
Scénario : Jean Derycke - Dessin : Devig - Couleurs : Degreff -  (ISBN 978-2-378-78079-1)

#### Biographies
- Jean Derycke (préf. Miro Linari), Papa, je te promets qu'un jour[14]..., Waterloo, Luc Pire, 8 novembre 2018, 141 p., ill. ; 22 cm (ISBN 9782875421746).

#### Livres
: document utilisé comme source pour la rédaction de cet article.
- Philippe Mellot, Michel Denni, Laurent Turpin et Isabelle Morzadec, Trésors de la bande dessinée : BDM 2023-2024 - Catalogue encyclopédique et Argus, Paris, Les Arènes, novembre 2022, 23e éd., ill. ; 23 cm (ISBN 9791037507280, OCLC 1351462460, présentation en ligne), p. 152, 393. .

#### Articles
- Jean Derycke (interviewé), « Avec les Diablitos, Derycke met les Diables Rouges sur les bancs de… l’école », BD Best !,‎ 17 mai 2016 (lire en ligne, consulté le 28 septembre 2024).
- Jean Derycke (interviewé par Emmanuel Lafrogne), « Interviews : Jean Derycke: « Une caricature de la PQR » », Toutenbd,‎ 9 août 2018 (lire en ligne, consulté le 28 septembre 2024).
- « Portrait : Jean Derycke "titre" sa révérence », L'Avenir,‎ 17 décembre 2018 (lire en ligne, consulté le 28 septembre 2024).
- B.D., « Jean Derycke nous a quittés », La DH Les Sports+,‎ 17 décembre 2018 (lire en ligne , consulté le 28 septembre 2024).